# Войни-Гричиновичі

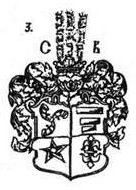
Герб Семена Войни. 1630 рік

Войни, Войни-Гричиновичі, Гричини-Войни — шляхетський Великолитовський рід гербу «Труби».

## Історіографія
За свідченням Бартоша Папроцького, рід Войнів походив зі Смоленської землі, звідки виїхав за великого князя Казимира через війни із Москвою. Засновником роду в Литві Папроцький вважав Матвія Гричину і назвав двох його синів — Кирдея, сотника, і Войну, підкоморія пінського і старосту ожського. Із синів Войни Матвійовича Папроцький знав підскарбія Лавріна і трьох його братів, імена яких йому були невідомі, — паланговського отамана, сотника і троцького пароха. Власне, рід Войнів походив від Войни Матвійовича Гричиновича, бо сини зберегли ім'я батька як прізвище. Папроцький не мав відомостей про Войнів з перших рук, тому й подав таку неповну генеалогію. Так само, мабуть, було і з гербом: Папроцькому був відомий лише личман казначейства 1577 р. із чотиридільним гербом, де в 1-му полі помилково стояло «Корчак», тоді як на інших печатках Лаврін Война використовував «Труби».
Альберт Віюк-Коялович уже знав шістьох синів Войни та їхні імена – священика, віленського єпископа Венедикта, підканцлера Гаврила (Гавриїла), підскарбія Лаврентія (Вавжинця), каштеляна мстиславського Семена, каштеляна берестейського Григорія та каштеляна мстиславського і берестейського Сокола. За словами Кояловича, вони використовували герб «Труби». У генеалогії ж Коялович додав  — між Войною Матвійовичем і його шістьма синами уявне покоління — Матвія і Григорія, — зробивши синів онуками.
Каспер Несецький вважав, що рід походить із Сіверщини, але він подав родинну традицію, вплетену в офіційну історію Великого Князівства Литовського, що
«gdy Erdywił z Litewskim wojskiem wpadł w Ruskie kraje, trzey Woynowie Ruskich obywatelów, przeciwko niemu nie tylko pobudzili, ale i mężnie go z niemi wojowali. Między Prypeciem i Pinem rzekami mieli kiedyś przodkowie ich obszerną fortunę»
, – таким чином він називав Войнів русинами, а їхньою батьківщиною був Пінський повіт. Нісецький відносив Войнів до «Трубів», але не з упевненістю, бо під Гричинами-Войнами він писав, що вони вживали «Корчак» «że się tym herbem szniż z nich w księstwie Litewskiem pieczętują, mało pewńa relacyą» — не вказавши, від кого він отримав цю інформацію. Нісецький надав більше інформації про певних осіб, але їхні зв'язки не завжди ймовірні, тому він вважав Матвія Семеновича сином Лавріна.
Спеціальних загальних досліджень генеалогії Войнів немає, вона потребує поглибленого вивчення.

## Походження
Насправді Гричини — пінський боярський рід, найдавніші з них — Пронько і Матвій (бояри пінської княгині Марії Семенової), Кирило з тим же Матвієм (радники пінського князя Федора Ярославича), Святохна з Гричин (служниця княгині Марії, а згодом і Ярославичів). У 1514 році Кирило Гричин отримав від князя Федора 4 «особи» в Мотолі, Проході, Мерчичах та Крайновичах. У переписі 1528 року шість Гричинів значили 6 «коней».
Гаврило Гричина, рідний брат Святохни, якому вона передала свої «заслуги» з дозволу королеви Бони. Брат і сестра разом тримали маєтки, які після її смерті — у Вороцевичах, Глинній, Кожчичах і Кошевичах - залишилися Гаврилу, потім його синам – Андрію, Якову, Фальку та Олександру. Відома ще одна гілка Гричинів — Івановичі, вони володіли селом Бобровичі, містами Гать, Куп’ятичі, Матковичі. У місцевих документах часто згадуються гілки Гавриловичів та Івановичів.
У 1495 році Матвій Гричина отримав від княгині Марії «мужика» і два дворища в Поріччі, а в 1497 році від князя Федора 4 «мужики» в Молодові, Проході та Вороцевичах. У 1524 році Матвій записав своїй дружині Марині за 1/3 своїх маєтків посаг у розмірі 300 кіп грошей, що було підтверджено великим князем Жигмонтом Старим, на цю суму діти по батьковій смерті віддали Марині двір Молодове. Так, відомо, що Гричини на початку XVI ст. володіли маєтками: Поріччя, Молодове, Прохід, Вороцевичі, Мотоль, Мерчичі, Крайновичі та ін. У переписі 1528 р. серед пінських бояр згадується вдова Матвія Гричина або Гричиновича та його сини — Кирдей, Іван і Война, також названий їхнім дядьком Гаврило Гричинович. У 1539 році Марина заповіла Молодове своєму синові Войні (Борису) Матвійовичу. Крім Молодового Война, мав частку і в Любелі, Куп’ятичах, частку в родинному маєтку Поріччя і там 4 двори, куплені у В. Тура.
Нащадки Войни Матвійовича - Войни — сповідували православ'я, з кінця XVI ст. прийняли католицтво; із XVII ст. деякі вживали прізвище Гричина, з 18 ст. використовували графський титул.

## Родовід Гричинів та Война-Гричиновичів
Гричин (?)
Пронько Гричина
- Кирило Гричина
Святохна Гричина служила княгині Марії Пінській (†1501 р.), від неї отримала острів Войнів з двором у Вороцевичах, володіла також людьми в Довечоровичах. Тоді вона служила пінським князям Федору та Олені, від них отримала 3 «мужики» в Кожчичах і 4 порожніх дворища у Вороцевичах, Глинній, Кошевичах. Пізніше виявилося, що кашевці вже знищили подаровані їй землі, тому їх замінили двома «острівцями» там же. У 1507 році у Святохи стався конфлікт із селянами Довечорович через бортників, князі Федір і Олена призначили вирішити суперечку Ахмата Петровича, який вирішив її на користь Святохи. У першому шлюбі вона була з Федьком Петрищевим (ще 1501 р.), у другому — з Федором Щепою (уже 1506-1507 р.). Вона пережила обох чоловіків і з дозволу королеви Бони передала свої «заслуги» братові Гаврилу Гричині[5][7][8].
- Матвій Гричина, або Матвій Гричинович (? — між 1524/1528 р.) — пінський боярин, у 1490-х роках отримав володіння в Пінському повіті від княгині Марії Семенової та князя Федора Ярославича, у 1524 році король Жигимонт Старий підтвердив йому ці надання. Був одружений з Мариною († після 1539 р.) невідомого роду.
Кирдей Гричинович (1528 — до 26.2.1543 рр.) — державець (1529-1533) оболецький, усвятський і озарищенський королеви Бони.
Казимир Кирдей Гричина — пінський суддя земський.
Іван (згадується 1528 р.)
Война Матвійович Гричина (або Гричинович, християнське ім'я Борис; близько 1492 — 15.5.1582 рр.) — підкоморій пінський (1567—1570 рр.), каштелян мстиславський (до 1582), державець лабенський, берштунський, бержанський, ожський, переломський, юрбарський. Станом на 1558 р. лісничий й неводничий городенський, державець лабенський, перстуньський та бержницький[9]. Він був одружений, за словами Банецького, з Мариною з невідомого роду. За заповітом сина Семена, з Богданою Янушівною з Любельських. Можливо, він був двічі одружений, бо четверті частини складених гербів його синів Лавріна і Григора різні.
Семен (? — 1599 р.) — маршалок господарський у 1584—1588 рр., каштелян мстиславський з 1588 р.; тивун ужвенський з 1567 р., державець поштовський, поморський, паланзький, горждавський. Заслужив у князя Жигмонта Августа маєтки в Жамойті. Одружений з: 1) Федорою Федорівною з Мановських; 2) Гальшкою Севастьяновою.
(1) Матвій (Матей) (? — червень 1607 р.) — королівський секретар, писар великий литовський з 1589 р., одночасно підскарбій надвірний литовський з 1605 р.; тивун Ужвецький і Паюрський. Великий посол до Москви 1590—1591 років.
Станіслав Казимир (? — 11.2.1649 р.) — камергер королівський, тивун гандський з 1637 р., староста паланзький, великий магістр литовський з 1640 р. Був одружений із Єлизаветою з Крішпін-Кіршенштейнів, вони не залишили жодного нащадка роду, оскільки після смерті Єлизавети (1650-ті роки) спадщину отримав брат Станіслава Владислав.
Ядвіга Анна (? — 1642 р.), дружина Миколая Сапеги.
Катерина — одружена з: 1) Казимиром Миколою Сапегою, 2) Прокопом Лісновольським.
Владислав (? — до 1675 р.) — тивун ужвецький, староста горждівський. У 1650-х роках успадкував майно від брата Станіслава. Він був двічі одружений: з Катериною Альжбетою Штібіх і Маріаною Пліатер.
(1) Матей (? – після 1692 р.) — після поділу спадщини з братом у 1675 р. принаймні до 1692 р. володів «двором»[lt] у Грушлауке[lt][10].
(1) Бенедикт
Міхал (? — 1634 р.) — жамойтський хорунжий, паюрський староста, королівський сотник.
(1) Вінсент (? — 1615 р.) — королівський капітан, королівський дворянин, староста Інтурський.
Катерина
Ганна
Софія
(1) Андрій
(1) Бенедикт
(1) Євдокія
(1) Марина
(1) Ганна (? — біля 1644 р.) — дружина: 1) Олександра Воловича, віленского хорунжого; 2) Андрія Станкевича, ковненського писаря земського
(2) Григорій
(2) Олександр
Владислав
Міхал
Варвара (Барбара) — дружина: 1) Лукаша Мамонича; 2) Марціана Гедройця
(2) Олена
(?) Юрій
(?) Василь
(?) Абрам (Авраам) (1569-1649 рр.) був віленським каноніком з 1599 р., єпископом-суфраганом віленським з 1611 р., титулярним єпископом метонським, єпископом жамойтським у 1627-1630 рр. та єпископом віленським з 1630 р.
Григорій (?—1605) — суддя земський вовківський, городський войський, каштелян берестейський з 1593 року.
Филип
Богдана, в католицтві Варвара, дружина Миколи Вольського
Дочка Н., дружина Яна Протасовича
Марія, дружина Йоана Калантая
Тетяна, дружина Гаврила Тишковича
Сокіл (?—1610) — кашталян мстиславський (1599-1603) і берестейський (1603-1610); державець і хорунжий ожинський і переломський
Христофор Сокіл Война
Гаврило (Гавриїл) (?—1.1.1615) — королівський секретар, світський референдар і великий писар литовський у 1585-1589 рр., підканцлер литовський з 1589 р.; Староста мерецький, красносельський, пенянський, опеський. Великий посол до Москви в 1590-1591 рр.
Ян — мератський і красносельський державець (з 1615 р.)
Міхал — дружилівський державець (з 1615 р.)
Стефан — опсовський державець (з 1615 р.)
Станіслав — єзуїт
Бенедикт (?—22.11.1615) — навчався у Віленській академії та за кордоном. Королівський секретар при королю і Великому князю Стефану Баторію, священик віленський, парох троцький з 1576 р., єпископ віленський з 1600 р. Реканонізував св. Казимира.

- Лаврін (Вавринець) (? — 23.10.1580) — підскарбій земський литовський (з 1576 р.)[11];

- -     -       - Андрій Лавринович (? — між 19.6.1628/1630 рр.) — шляхтич королівський, крайчий великий литовський (1592—1620), підчаший великий литовський (з 1620 р.), староста городський (1602—1615 рр.), староста вовківський (з 1618 р.).

- -     -       -         - Петро Андрійович (? — до 10.3.1633 р.) — староста новодворський, волковиський (з 1626 р.), підконюший великолитовський (з 1631 р.).

- -     -       - Катерина — дружина (з 1591 р.) підляського мисливця Яроша Станіславовича Немири-Остромечинського.

- -     - Дорота (перед 1540 — до 1620 рр.), дружина Станіслава Білозора, камергера упицького[12].

- -     - Раїна (близько 1540 — після 1580 рр.) — ігуменя (з 1580) Пінського Варваринського монастиря

- -     - Анна (бл. 1540 — ?) — дружина Миколи Дарогостаського

- Гаврило Гричинович (бл. 1521-1528 рр.) — огинський війт (з 1521 р.)

- - Гричин Андрій Гаврилович — городецький митник (1547 р.)

## Особи з невизначеним місцем у родоводі
- Антоній Юсоф (? — до 4.7.1747) — канонік віленський (з 1724), великий писар литовський (1730-1740), пропозит Троцький (з 1736), секретар литовської церкви (з 1740).
- Павло є родичем і ровесником Катерини Лавринівни Войної. Ймовірно, це королівський вельможа Павло Война, який у 1619 р. отримав посаг у 10 тис. злотих за своєю дружиною Єлизаветою, дочкою новгородського воєводи Миколая Сапеги[11]. Ймовірно, той самий королівський шляхтич Павло Война був фундатором книги «Сумарія клейнодів або гербів держави і лицарства Корони Польської та Речі Посполитої» (компілятивний гербовник із творів Я. Бєльського). і Б. Папроцького та рукописи Станіслава Серафіна Ягодинського, багато прикрашені гравюрами гербів), які в У 1621 р. Станіслав Германський видав у Кракові з передмовою, присвяченою Павлу Войну та його гербу з віршем «Na przezacny». Kleynot Starosławnego Domu Jch M. PP. ВОЙНОМ» [12].

Лукаш (?—1650) — хорунжий Вовковиський (з 1645)